# 尤里·加加林

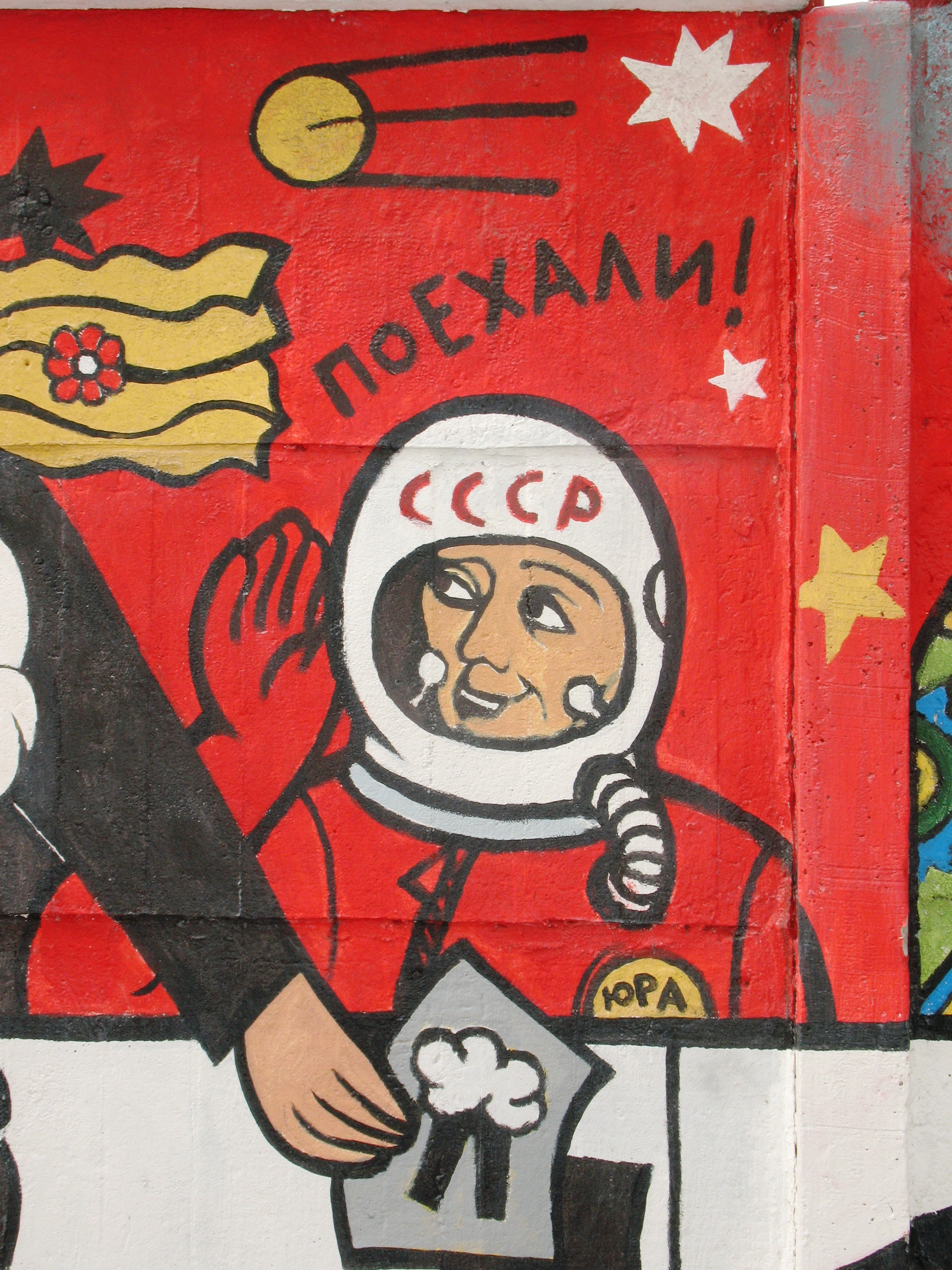
攝於哈爾科夫市的加加林塗鴉

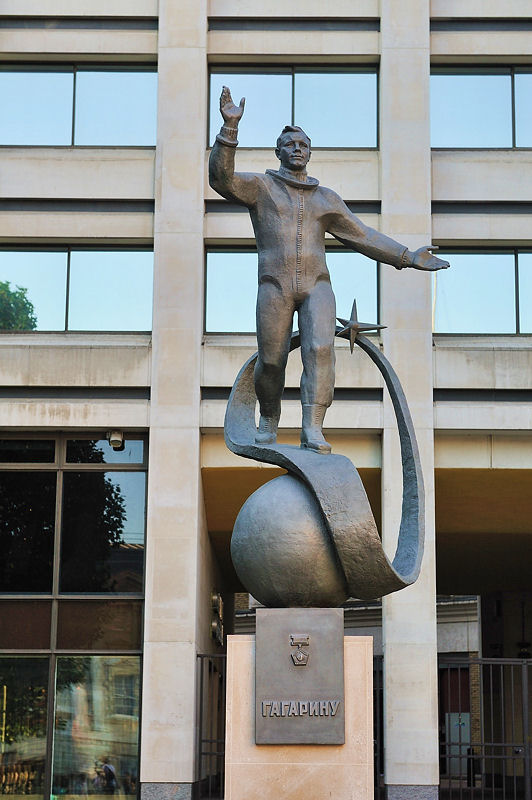
豎立於倫敦的加加林像

尤里·阿列克谢耶维奇·加加林（羅馬化：Yuriy Alekseyevich Gagarin；1934年3月9日—1968年3月27日），蘇聯空軍宇航員，蘇聯紅軍上校飛行員，1961年4月12日成为首個進入太空的人類，在太空競賽中取得了重要的里程碑。加加林成為世界名人，並獲得了許多勳章和頭銜，其中包括蘇聯最高榮譽-蘇聯英雄獎章。
加加林以飛行員的身份加入了蘇聯空軍，並駐紮在挪威邊境附近的羅斯塔里空軍基地，然後與其他五名宇航員一起被選中參加蘇聯太空計劃。加加林升空後，成為了宇航員訓練中心的副訓練主任，該中心後來以他的名字命名。1962年，他當選為最高苏维埃联盟院代表。後來他擔任聯盟1號任務的後備機組，聯盟1號失敗墜毀，使他的朋友宇航員科馬羅夫去世。由於擔心生命安全，蘇聯官員永久禁止加加林參加進一步的太空飛行。1968年2月17日在朱可夫斯基空軍工程學院完成訓練後，允許駕駛常規飛機。加加林於當年3月27日因墜機意外事故身亡。

## 早年
1934年3月9日，加加林生于苏联斯摩棱斯克州格扎茨克区克卢希诺的一个集体农庄庄员家庭。他童年是在斯摩棱斯克区的克鲁什纳村渡过的，后来他们举家迁到了格查茨克小城。加加林的父母，乃至祖父母都是农民。在二次大戰期間加加林曾經歷納粹統治，生活困苦。
1949年当加加林15岁的时候，他停止了中学的学业，并进入工厂工作，以便尽早地从经济上帮助他的父母。翻砂车间的工作是繁重的。它不仅需要知识和经验，而且需要体力，不过加加林依然每天坚持去工人夜校学习。
1951年，他以优异成绩毕业于柳别尔齐职业中学，成为受训冶金工人，并继续在萨拉托夫工业技术学校学习。加加林的飞行员生涯就是从萨拉托夫开始的，他加入了萨拉托夫航空俱乐部，业余时间学习飞行。

## 飞行员生涯
1955年加加林以优异成绩从工业技术学校毕业，之后被徵入航空学校，开始在奥伦堡航空军事学校学习飞行，1957年被推荐至奥尼堡第一契卡洛夫空军飞行员学校，正式参加苏联军队，曾独自驾驶米格-15战机
。还成为北海舰队航空军团的一名歼击机飞行员，同年与奥伦堡医学院毕业生瓦伦蒂娜·伊万诺夫娜·戈尔巴乔娃结婚，结婚日期就在加加林毕业的同一天。生育了2个女儿。

## 太空生涯
1959年10月，前苏联首位宇航员的选拔工作在全国展开。遴選委員會訂定選拔範圍為25至30歲之間的飛行員，計劃總工程師謝爾蓋·科羅廖夫還特別指出，考慮到東方號太空艙的有限空間，候選人的體重應低於72公斤，身高不超過170公分；加加林身高157公分。从3400多名35岁以下的空军飞行员中選出了154名合格飛行員，軍醫挑出29名太空人候選人，其中20名獲得蘇聯政府資格審查委員會的批准。加加林於1960年3月15日在莫斯科市中心的霍登卡機場開始接受強度甚大的體能訓練，其中一位受訓者稱之為就像在準備參加奧運會。1960年4月，他們在薩拉托夫州訓練跳傘，每個人都在陸地和水面上完成了40到50次低空和高空跳傘。1960年，加加林加入苏联共产党。

同儕對加加林評價甚高。受訓者被要求匿名投票選出除自己以外希望第一個進入太空的候選人時，除了三人之外，所有人都選擇了加加林。有一位受訓者表示加加林十分專注，如有需要會對自己與他人非常嚴格要求。1960年5月30日，加加林被選入一個將由其中選出東方計畫第一個太空人的加速訓練小組（稱為先鋒六人組或索契六人組）。加加林与其他准航天员进行了身心承受能力的训练及测试，又经历过飞行训练。鉴于两人在训练期间的表现和生理特征，加加林和盖尔曼季托夫最终从训练组中脱颖而出。加加林是敏锐的冰球运动员，也是篮球迷，曾执教萨拉托夫工业技术学院队并担任裁判。
1961年4月12日莫斯科时间上午9时零7分，加加林乘坐東方一號宇宙飞船从拜科努尔航天发射场起飞，在远地点为301公里的轨道上绕地球一周，历时1小时48分钟，于上午10时55分安全返回，降落在萨拉托夫州斯梅洛夫卡村地区，完成了世界上首次载人宇宙飞行，实现了人类进入太空的愿望。他驾驶的東方一號飞船成为世界上第一个载人进入外层空间的航天器，就在他的108分钟的飞行过程中，加加林由上尉荣升为少校。
在1961年，国际航空联合会确认太空人必须与返回舱一同返回，才会确认为一次成功的太空任务，该组织是该领域的世界标准制定和记录保存机构。由于这个技术问题，人们担心这次任务的持续时间、高度和升空质量的轨道空间飞行记录不会被該會承认。事实上，当时太空人和返回舱是分开降落的。加加林和蘇聯官方最初拒絕承認他並非與太空飛行器一同著陸，不過幾個月後帝托夫的東方二號任務就顯付出這個問題了。直到多年之后，才有资料透露加加林和返回舱是分开降落的。在約7,000公尺的高度，加加林按照計劃從太空艙彈射出來，使用降落傘著陸。
根据过去FAI的定义，这次任务将被视为“不完整”的太空飞行。然而，航天飞行记录得到了国际航联的认证和重申，国际航联修订了其规则，并承认安全发射、入轨和飞行员返回等关键步骤已经完成。加加林是国际公认的太空第一人，也是第一个绕地球飞行的人。
加加林完成了史无前例的宇宙飞行后，莫斯科以极其隆重的仪式欢迎凯旋的航天英雄。在这次历史性的飞行之后，加加林荣获列宁勋章并被授予“苏联英雄”和“苏联宇航员”称号，并曾多次出国，访问过27个国家，22个城市授予他荣誉市民称号。1962年，加加林当选为第六届苏联最高苏维埃代表。1964年11月任苏联—古巴友好协会理事会主席。而一时的名声鹊起，让加加林尝到了甜头。
随后加加林担任苏联最高苏维埃副主席，並入选苏联列宁共产主义青年团，随后回到卫星城进入茹克夫斯基航空工程学院学习并答辩了毕业设计，学院推荐他到高等军事学院研究生院当函授生。加加林也积极参加训练其他宇航员的工作，1961年5月成为宇航员队长。1962年6月12日升任中校。1963年11月6日升任上校。1963年12月升为宇航员训练中心副主任。在训练其他宇航员的同时，他自己并没有放弃训练，理想是能够再次进入太空。1967年4月，他完成了聯盟號宇宙飛船首次飞行的培训准备工作，成为宇航员科马洛夫的替补。他在进行宇航训练之余，并未放弃驾驶歼击机，还专门进入茹科夫斯基航空军事学院继续学习飞行，并于1968年2月毕业。

## 逝世
1968年3月27日，他和飞行教练员弗拉基米尔·谢廖金在查卡洛夫斯基机场驾驶米格-15战机例行飞行训练，他们驾驶的双座喷射机因事故坠毁在基爾扎奇镇。灾难发生的这一天，加加林按计划要驾驶米格-15歼击教练机飞行两次，每次半小时。10点19分，飞机升空。10点30分，加加林把空域作业的情况报告飞行指挥，请求准许取航向320返航。此后，无线电通信突然中断，1分钟后，飞机一头撞到地上。
事故发生后，政府成立了事故调查委员会。经过认真分析研究后认为：“1968年3月27日飞机飞行准备工作完全是按照现有技术操作规程的要求进行的。”调查委员会查明了飞机与地面相撞时的状态。当时，飞机在两层云带空域里飞行，看不见地平线。返航时，本应从70°航向向320°航向下降转弯，后来一定发生了某种突发事件，使飞机处于临界状态。飞机飞出低层云，航迹倾斜角达到70°到90°，飞机几乎是垂直俯冲下来，加加林和另外一位飞行员密切配合，想尽最大努力使飞机退出俯冲状态，但当时飞行高度只有250-300米，时间也只剩2秒钟了，他们没有成功，加加林就这样丧生，年仅34岁。当时甚至很多人都不相信他是真的牺牲了。由此可见，飞机坠毁的原因尚未查明，往后几十年，有人提出阴谋论的猜想。2003年3月揭秘的苏联文件显示，克格勃在事故调查委员会和军事调查之外私自进行事故调查，其调查报告否定阴谋论存在，指出是空军基地人员的违规操作导致灾难发生。报告指出，空管员向加加林提供过时的天气信息，在飞行时天气条件显著恶化。地勤人员也将附着在飞机上的外部燃料箱拿走，导致飞机动力不足。飞行过程中，飞机由于另一辆飞机导致意外操作或撞到鸟落入气旋中，过期的天气信息使得乘员对高度的认知出现偏差而不能作出及时的反应，导致战机自旋。2005年，另一种推测依照最初的事故调查被提出，以前或当时的乘员不小心在机舱开了个洞，导致乘员缺氧而令飞机失控。《航空航天》杂志指出乘员曾向低空急速俯冲检测出破洞，但这个俯冲导致乘员失去意识而使得飞机坠毁。
2007年4月12日，克里姆林宫否决一项加加林死因的调查，政府官员表示没有足够理由开展新的调查。2011年4月，一份1968年由苏联共产党中央委员会成立的事故调查委员会的调查报告解密，报告指出加加林或是谢廖金为躲避气象气球进行机动，导致战机进入“超临界飞行状态，而在复杂气象条件下失速”，又或是避免进入“第一层云层覆盖的高度上限”。
曾是1968年国家事故调查委员会委员的阿列克谢·列昂诺夫在他2004年著作《月球两边》，讲述他在事故当天驾驶直升机飞过同一地区时，听到远处传出两声轰鸣，为支持其他理论，他得出是“苏霍伊喷气机低于最低飞行高度”导致的结论，在“没有意识到天气条件恶劣的情况下”，他“突破音障在10-20米处见到加加林和谢廖金的飞机在坠毁”。他坚信两声轰鸣中的第一声是战机突破音障产生的，第二声则是飞机坠毁发出。2013年6月接受俄罗斯RT电视台采访时，列昂诺夫解释被解密的报告中披露曾在第二架“山寨版”苏-15战机掠过此地，这件飞机当时高度已降至450米（1480英尺），后燃器还在运行，飞机在距云端10-15米时脱离其所属梯队，将其推向较深的气旋深渊中，速度达每小时750公里。

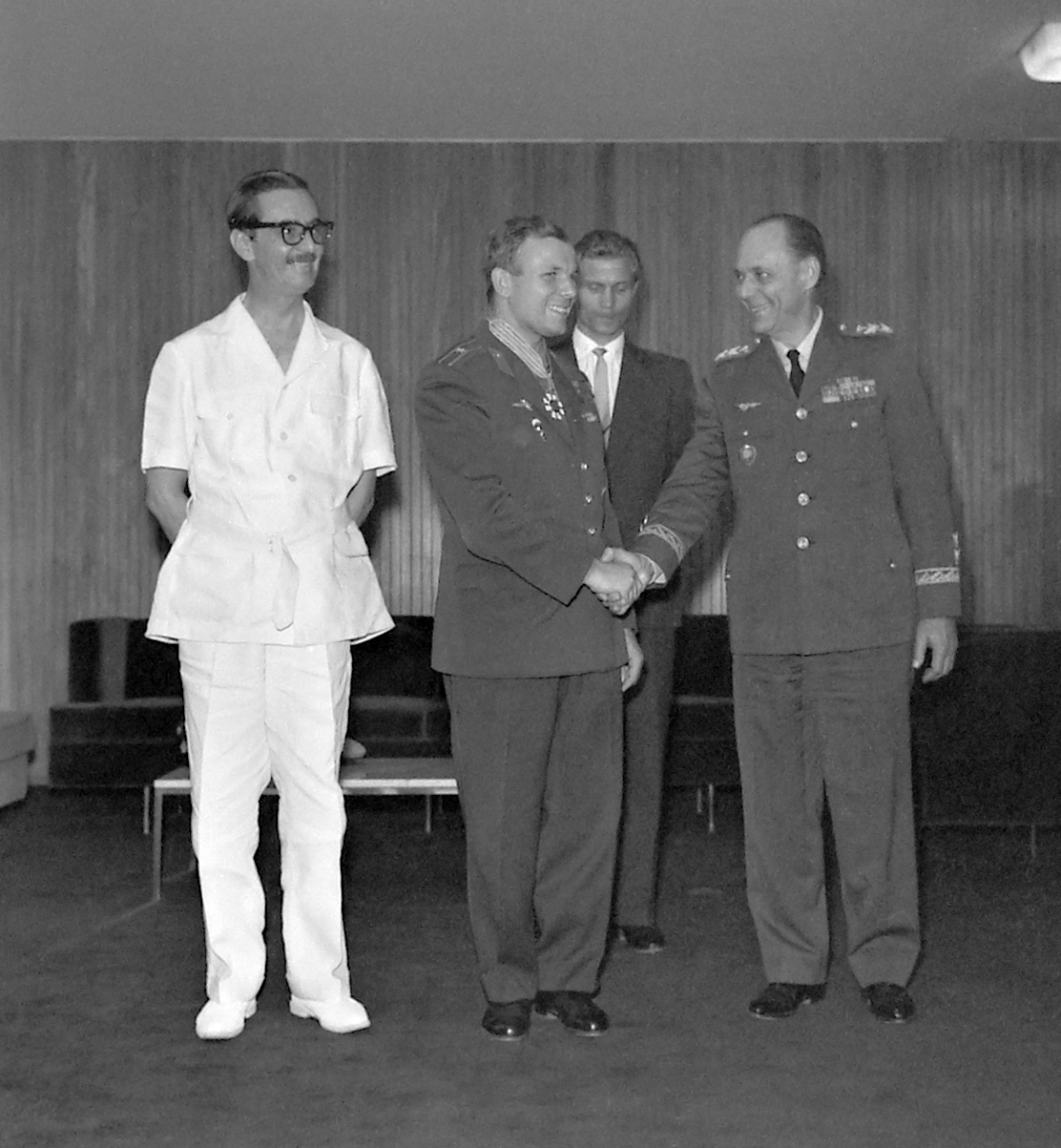
巴西總統雅尼奥·奎德罗斯在1961年向加加林授勋。

## 纪念
加加林死后，其骨灰被安葬在克里姆林宫墙壁龛里，他的故乡格扎茨克被命名为“加加林城”，他训练所在的宇航员训练中心也以他的名字命名。为纪念加加林首次进入太空的壮举，俄罗斯把每年的4月12日定为宇航节，在这一天举行隆重的纪念活动，缅怀这位英雄人物。国际航空联合会设立了加加林金奖章。月球背面的一座环形山也是以他的名字命名的。加加林成为宇宙时代的象征。小行星1772以他的名字命名。
加加林在美国太空计划中得到尊敬。在执行“阿波罗11号”任务期间，宇航员尼尔·阿姆斯特朗和巴兹·奥尔德林将一枚加加林纪念币和弗拉基米尔·科马罗夫纪念挎包留在了月球表面。1971年8月2日“阿波罗15号”任务期间，宇航员大卫·斯科特和詹姆斯·欧文将一块纪念所有在太空竞赛中死亡的美国和苏联航天员的石碑《倒下的宇航员》留在月面，14人中就有加加林的名字。

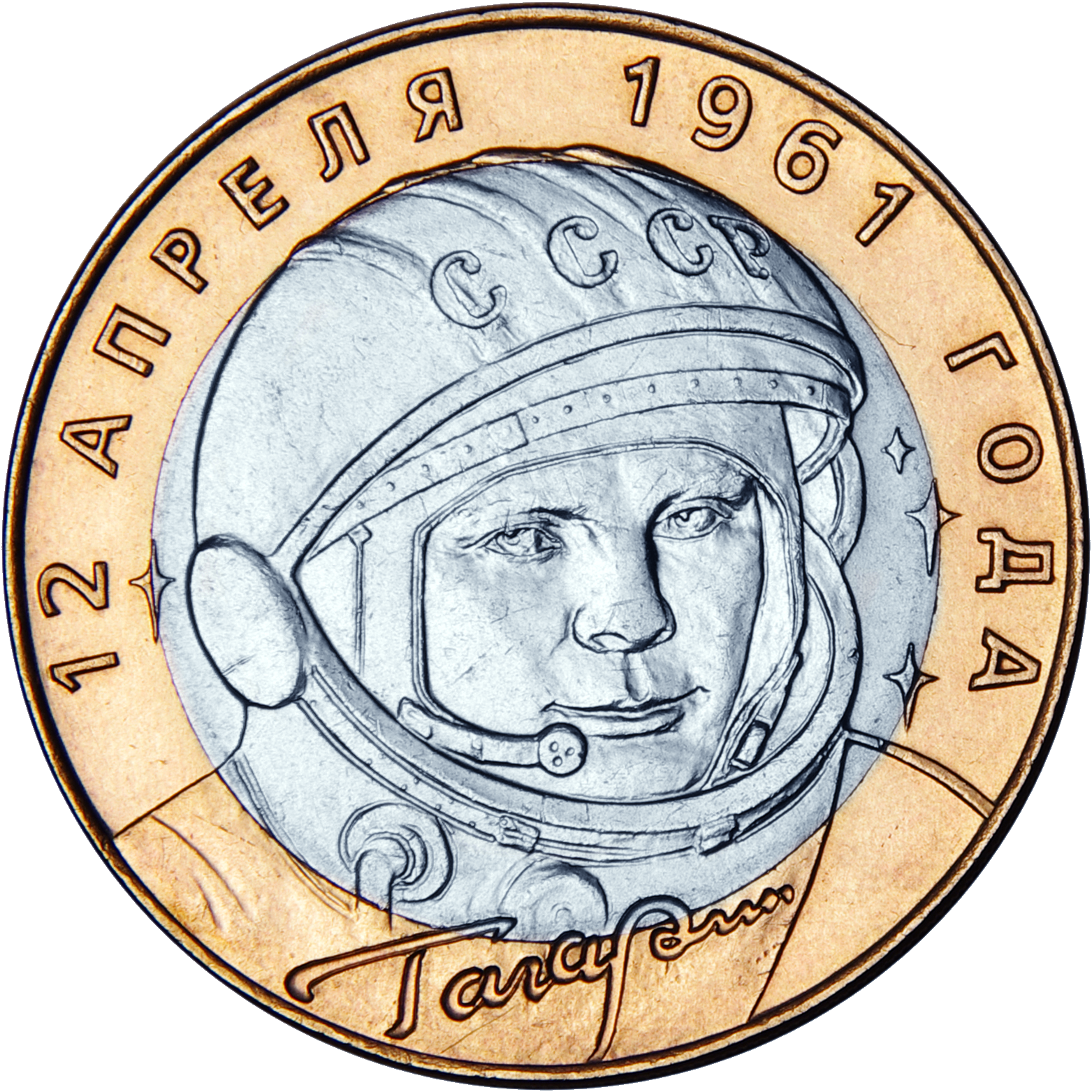
2001年发行的纪念加加林航空40周年10卢布纪念币。

为纪念加加林航空20周年和30周年，苏联政府于1981年和1991年分别发行两枚纪念币。2001年，为纪念加加林航天40周年，四枚印有加加林肖像的纪念币在俄罗斯发行，币值2卢布、3卢布、10卢布、100卢布。2011年，俄罗斯政府还发行3卢布和1000卢布加加林航天50周年纪念币。
2011年4月7日，第65届联合国大会通过决议，宣布将每年的4月12日定为载人空间飞行国际日，以纪念1961年4月12日加加林乘坐东方一号宇宙飞船首次飞入太空。
大陸冰球聯盟將其季後賽獎盃定為加加林盃以示致敬。

## 影响
除了个子矮，加加林另外一个显著特征是他的微笑，有人曾分析他在东方1号任务成功出访时，对人们微笑产生很大号召力的缘由。一次在英国曼彻斯特访问时赶上瓢泼大雨，加加林为了让欢送的人群赶上对他的最后一瞥，堅持不使用雨傘站在他的敞篷車內，他后来表示：“那些人为了欢送我都被雨淋湿身，我难道不该这样做吗？”
苏联早期太空计划策划者之一的谢尔盖·科罗廖夫这样评价加加林：“他的微笑驱散了‘冷战’。”